# Kampfgeschwader 252
252-га бомбардувальна ескадра «Гінденбург» (нім. Kampfgeschwader 252 (KG 252) — бомбардувальна ескадра Люфтваффе, що існувала у складі повітряних сил вермахту напередодні Другої світової війни. 1 травня 1939 року її перейменували на 2-гу бомбардувальну ескадру «Гольцгаммер» (KG 2).

## Історія
252-га бомбардувальна ескадра «Гінденбург» заснована 1 листопада 1938 року у Котбусі. Для цього було сформовано штаб і 1-ша група, зокрема 1-ша група з частин бойової групи 40 (нім. Schlachtgruppe 40). 2-га група була сформована шляхом перейменування IV./KG 153 у Лігніці. 1 травня 1939 року ескадра отримала назву Kampfgeschwader 2 (у складі штабу, I. та II./Kampfgeschwader 2).

## Командування

### Командири
- оберст Йоганнес Фінк (нім. Johannes Fink) (1 листопада 1938 — 1 травня 1939).